# Decentralt stød
Et decentralt stød eller en decentral kollision betegner i klassisk mekanik en kollision mellem to partikler, hvoraf ingen af dem bevæger sig på samme linje. Det kan således beskrives i to dimensioner. Det modsatte af et decentralt stød er et centralt stød.